# April is in my mistress’ face
April is in my mistress’ face ist ein vierstimmiges Madrigal des englischen Renaissance-Komponisten Thomas Morley. Es ist eines der bekanntesten und zudem kürzesten Stücke der englischen  Madrigalmusik. Es wurde 1594 veröffentlicht. Der Text basiert auf einem italienischen Gedicht von Livio Celiano, das 1587 auch von Orazio Vecchi vertont wurde. Der englische Text lautet:
April is in my mistress’ face,

And July in her eyes hath place;

Within her bosom is September,

But in her heart a cold December.